# Kirsty Yallop
Kirsty Yallop, née le 4 novembre 1986, est une footballeuse internationale néo-zélandaise.
Elle est mariée à sa coéquipière Tameka Butt. 

## Biographie
Kirsty Yallop participe avec l'équipe de Nouvelle-Zélande à deux Coupes du monde, en 2011 et 2015.
Elle dispute également les Jeux olympiques à trois reprises, en 2008, 2012 et 2016. Lors des Jeux olympiques de 2008, elle se met en évidence en inscrivant un but contre le Japon.
Elle participe également à deux Coupes d'Océanie, en 2007 et 2010. La Nouvelle-Zélande remporte à deux reprises le tournoi.

## Palmarès
- Vainqueur de la Coupe d'Océanie en 2007 et 2010 avec l'équipe de Nouvelle-Zélande